# Station Seifhennersdorf
Station Seifhennersdorf is een treinstation in Seifhennersdorf, in de Duitse deelstaat Saksen. Het station ligt vlakbij de grens met Tsjechië.
Het station werd in 1874 geopend als eindpunt van de lijn uit Großschönau. Bij het station was toen ook een locomotievenloods. Twee jaar later werd de locomotievenloods afgebroken en werd de spoorlijn verlengd.
Kort voor de Tweede Wereldoorlog beleefde het station zijn hoogtijdagen: het had acht sporen.
Tot 2013 was het stationsgebouw in handen van de Deutsche Bahn. In 2013 werd het gebouw verkocht, waarna het in verval raakte. Vanaf 2015 stopten er ook geen treinen meer in Seifhennersdorf. Op 31 mei 2023 woedde er een brand in het stationsgebouw.
Anderhalve week na de brand, op 9 juni 2023 werd het spoor weer in gebruik genomen en reden er weer treinen richting Zittau via het Tsjechische Varnsdorf. Deze ritten werden gereden door Trilex. Het stationsgebouw bleef echter privaateigendom. Vanuit de gemeente was er belangstelling om het stationsgebouw te kopen, maar ze kon het niet financieren. In 2025 heeft een burgerinitiatief het stationsgebouw gekocht, met in eerste instantie het doel het op te knappen.

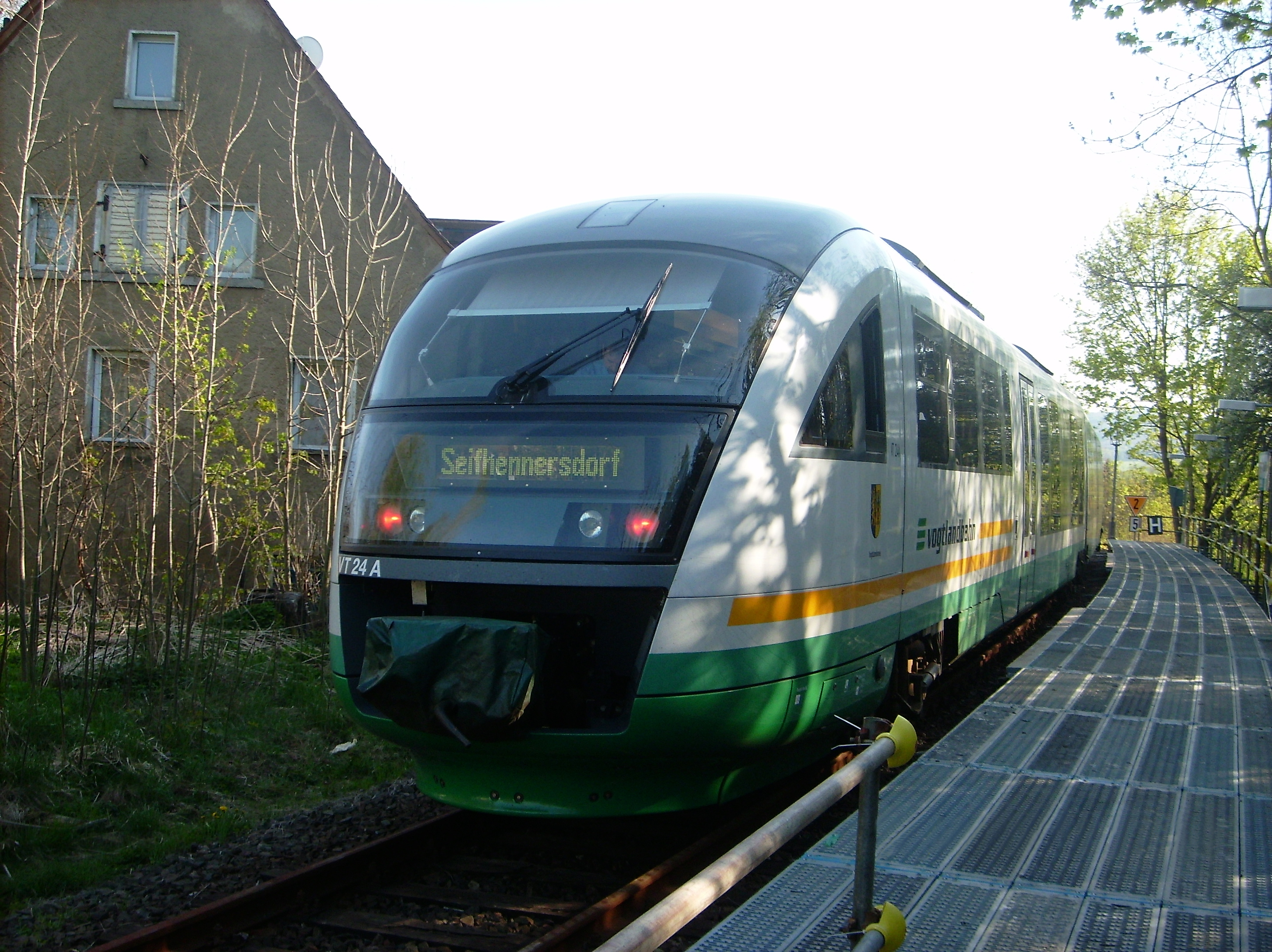
Trein op het station in 2011